# Chấn lưu

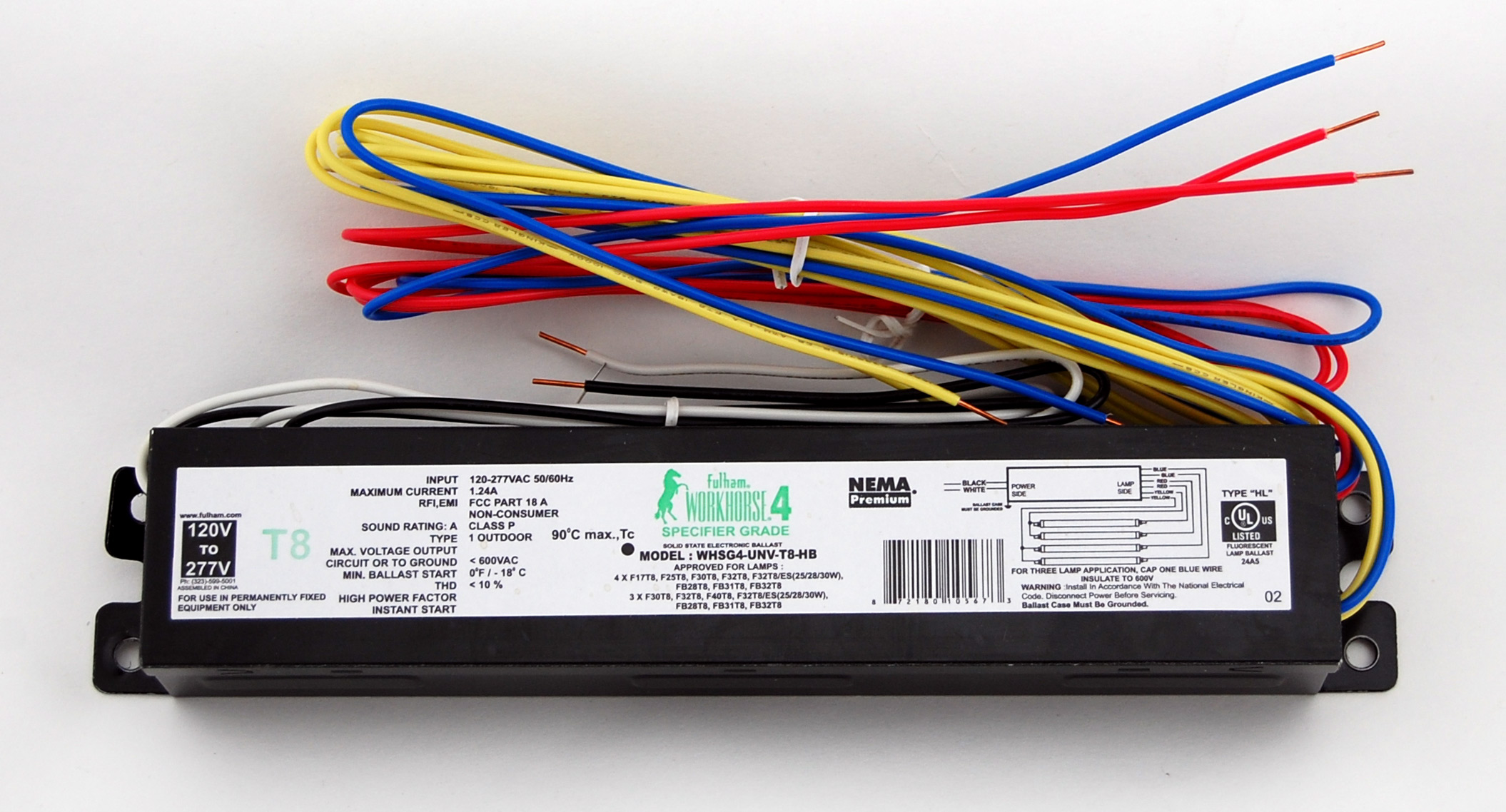
Một chấn lưu hiện đại dùng cho 4 đèn văn phòng F32T8.

Chấn lưu hay còn gọi là tăng phô, là một thiết bị điện dùng để giới hạn dòng điện chạy trong mạch điện.
Một trong những ứng dụng phổ biến nhất của chấn lưu là trong đèn huỳnh quang, dùng để giới hạn dòng điện không quá cao đến mức có thể làm hỏng bóng đèn.
Chấn lưu có hai loại là chấn lưu điện cảm và chấn lưu điện tử.

## Cấu tạo

### Chấn lưu điện cảm

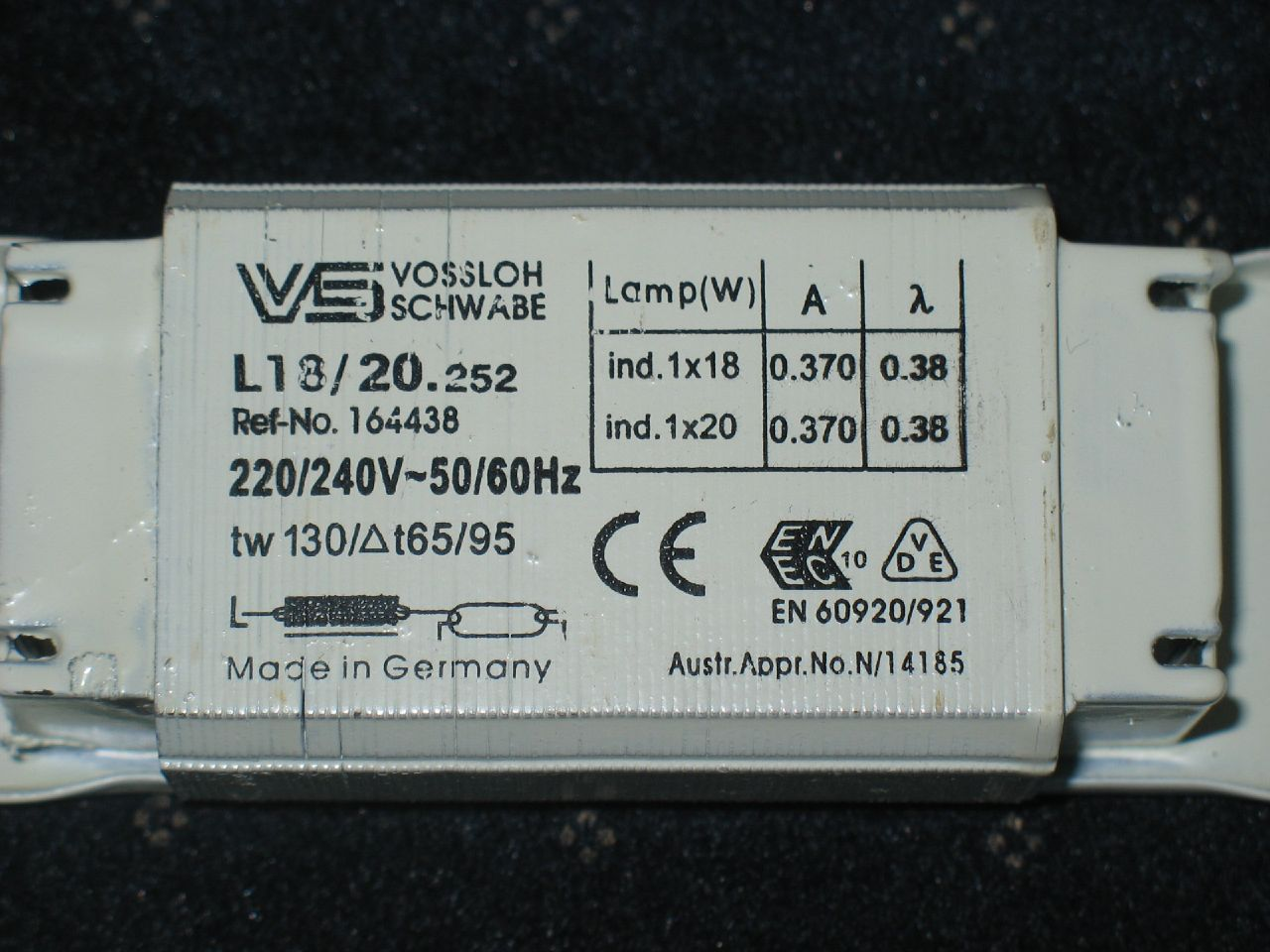
Hình ảnh một chấn lưu điện cảm

Chấn lưu điện cảm thực chất là một cuộn dây có độ tự cảm lớn, cấu tạo gồm một cuộn dây quấn quanh một lõi sắt.

### Chấn lưu điện tử
Khác với chấn lưu điện cảm, chấn lưu điện tử sử dụng linh kiện điện tử, trong mạch chấn lưu điện tử vẫn có cuộn dây nhưng nhỏ hơn rất nhiều.

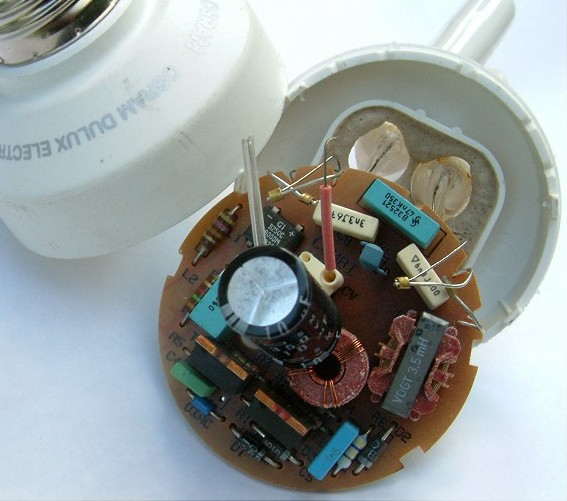
Một mạch chấn lưu điện tử,sử dụng IC chỉnh lưu, dùng 2 transistor tạo dao động,...

## Nguyên tắc hoạt động

### Chấn lưu điện cảm
Khi đóng khóa điện, lúc này chưa có
dòng chảy qua mạch đèn ống, mức áp 220V của nguồn AC sẽ áp lên starter và tạo hiện tượng phóng điện trong starter. Dòng điện chảy qua mạch starter có 2 tác dụng:
- Nó qua sợi nung trong ống và làm nóng khí thủy ngân trong đèn, tạo điều kiện kích mồi ở mức volt thấp.
- Nó chảy qua cuộn chấn lưu và nạp một điện lượng dự trữ trong cuộn chấn lưu. Ngay khi 2 lá kim giãn nở chạm vào nhau,lúc này ngưng hiện tượng phóng điện sẽ làm cho 2 lá kim nhả ra, nó tác dụng như sự ngắt nguồn nhanh và ngay lúc này từ 2 đầu của cuộn chấn lưu sẽ phát ra điện áp ứng có mức áp vài trăm volt, mức áp này đủ cao này và sẽ làm sáng đèn huỳnh quang. Khi khí thủy ngân trong đèn huỳnh quang đã ở trạng thái plasma thì nó liên tục tạo ra dòng ion chảy qua đèn và đèn có tính ổn áp, nó giữ khoảng 120V và điều này sẽ làm tắt hiện tượng phóng điện trong starter. Trạng thái Plasma của hơi thủy ngân trong ống sẽ phát ra rất giàu tia cực tím, tia cực tím tác kích vào lớp bột trên vách đèn, nó được đổi ra dạng ánh sáng trắng.

### Chấn lưu điện tử
Đối với chấn lưu điện tử, nó hoạt động theo cách khác. Đầu tiên, dòng điện xoay chiều được chỉnh lưu thành điện một chiều, sau đó được lọc san phẳng bởi tụ điện.Dòng điện được san phẳng này sẽ được đưa đến phần tạo dao động do transistor hoặc IC đảm nhận, sau khi qua mạch này sẽ tạo ra dòng điện có xung tần số khá cao khoảng vài chục kHz. Cuối cùng, dòng điện tần số cao này được nối với một cuộn dây (đóng vai trò như một chấn lưu), rồi tới bóng đèn.

## Chức năng, ứng dụng
Chấn lưu có ba công dụng chính:
- Cung cấp điện thế khởi động một cách chính xác bởi vì đèn cần điện thế khởi động lớn hơn điện thế làm việc.
- Làm hợp điện thế nguồn về giá trị điện thế làm việc của đèn.
- Hạn chế dòng để tránh đèn bị hỏng bởi vì khi hồ quang xuất hiện thì tổng trở của đèn sẽ giảm (hiệu ứng điện trở vi phân âm).

Đối với chấn lưu điện tử thì tốt hơn so với chấn lưu điện cảm: tiết kiệm điện hơn, tuổi thọ của bóng đèn lâu hơn, ổn định hơn nên nó đã được ứng dụng rộng rãi.
Chấn lưu điện tử thường cung cấp điện cho bóng đèn với tần số từ 20.000 Hz trở lên, thay vì tần số nguồn 50–60 Hz. Điều này làm giảm đáng kể hiệu ứng stroboscopic của flicker. Tần số đầu ra cao của chấn lưu điện tử tác động vào lớp phosphor trong bóng đèn huỳnh quang rất nhanh đến mức gần như không có nhấp nháy. Chỉ số flicker được sử dụng để đo sự nhấp nháy của ánh sáng nhìn thấy, khoảng từ 0,00 đến 1,00 với mức 0 cho thấy khả năng nhấp nháy thấp nhất và 1 cho thấy cao nhất. Đèn chạy bằng chấn lưu điện cảm có chỉ số nhấp nháy từ 0,04-0,07 trong khi chấn lưu điện tử có chỉ số nhấp nháy dưới 0,01. Do nhiều khí vẫn còn ion hóa trong dòng hồ quang, đèn hoạt động
hiệu quả cao hơn khoảng 9% trên tần số 10 kHz. Hiệu quả của đèn tăng nhanh ở khoảng 10 kHz và
tiếp tục cải thiện cho đến khoảng 20 kHz.